# جي. ويليام ميلر
جي. ويليام ميلر (بالإنجليزية: George William Miller)‏ هو سياسي أمريكي، ولد في 9 مارس 1925 في مقاطعة كريك في الولايات المتحدة، وتوفي في 17 مارس 2006 في واشنطن العاصمة في الولايات المتحدة بسبب تليف رئوي. حزبياً، نشط في الحزب الديمقراطي. وقد انتخب رئيس مجلس المحافظين للنظام الاحتياطي الفدرالي (8 مارس 1978 – 6 أغسطس 1979) وانتخب وزير الخزانة الأمريكي (6 أغسطس 1979 – 20 يناير 1981).

## روابط خارجية
- جي. ويليام ميلر على موقع مونزينجر (الألمانية)
- جي. ويليام ميلر على موقع إن إن دي بي (الإنجليزية)